# Natascha Kohnen

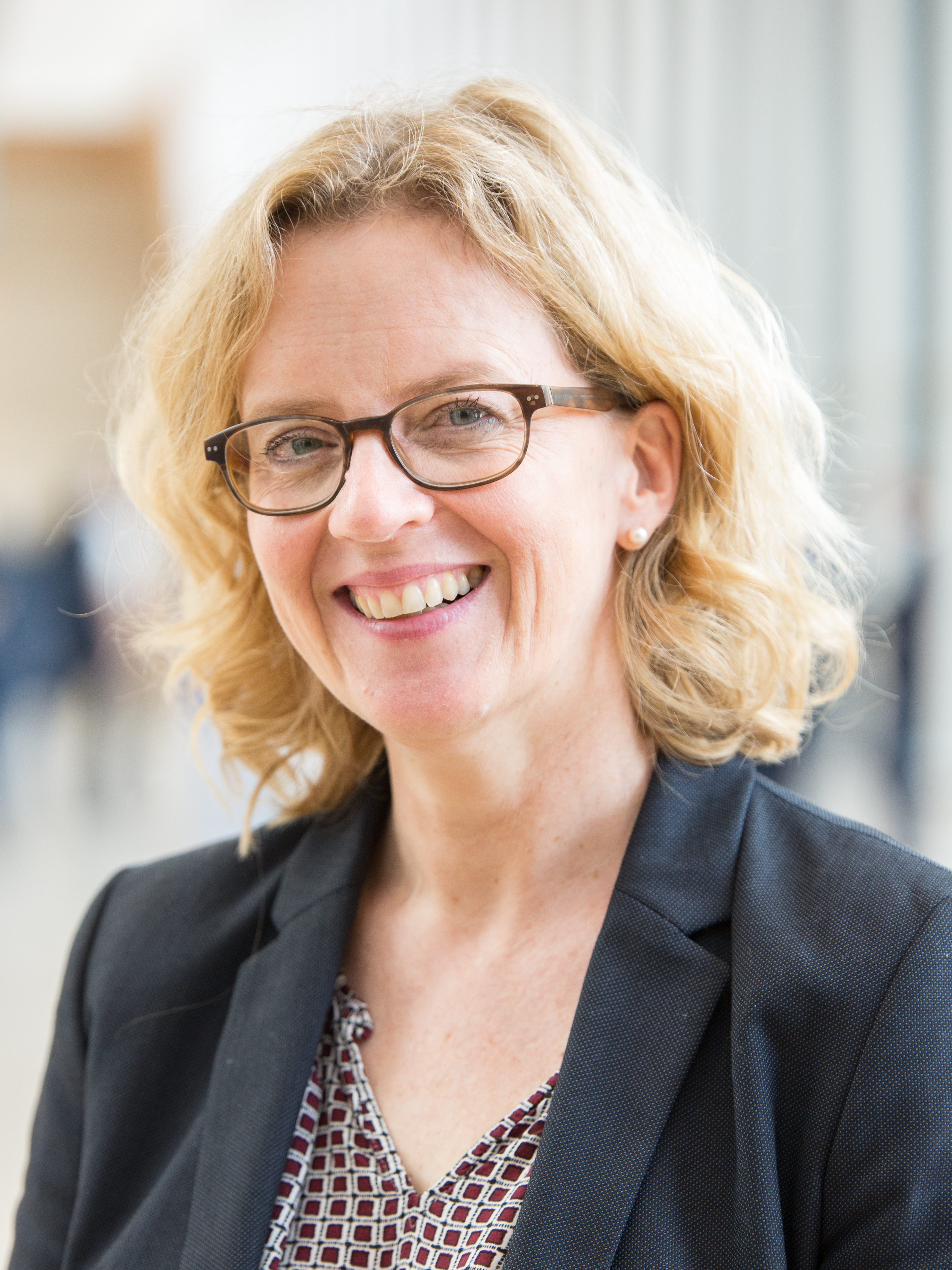
Natascha Kohnen, 2018

Natascha Kohnen (* 27. Oktober 1967 in München) ist eine deutsche Politikerin (SPD) und Unternehmerin. Sie war von 2008 bis 2023 Abgeordnete des Bayerischen Landtags und von 2017 bis 2021 Landesvorsitzende der BayernSPD. Von 2009 bis 2017 war sie deren Generalsekretärin. Von 2015 bis 2019 war sie Mitglied im Bundesvorstand der SPD, zunächst als Beisitzerin, von 2017 bis 2019 als stellvertretende SPD-Vorsitzende. Sie war Spitzenkandidatin ihrer Partei zur Landtagswahl 2018.

## Leben
Kohnen wuchs im Münchner Stadtteil Maxvorstadt auf. Nach ihrem Abitur 1987 studierte sie bis 1992 Biologie an der Universität Regensburg. Danach arbeitete die Diplom-Biologin als Lektorin und Redakteurin. So war sie 1994 bis 1995 als Lektorin im Bereich Naturwissenschaften im Oldenbourg Verlag in München tätig. 1996 bis 2002 war sie selbständige Lektorin im Fachbereich Naturwissenschaften sowie 1997 bis 1999 im französischsprachigen Bereich. Ab 2001 betrieb Kohnen ein eigenes Redaktionsbüro mit freien Mitarbeitern. Nach ihrem Ausscheiden aus der Politik gründete sie eine Beratungsagentur, mit der sie vor allem Verbände und Vereine berät.

## Persönliches
Sie lebt in Neubiberg bei München in einer Beziehung. Aus einer 22-jährigen Ehe, die 2008 endete, hat sie erwachsene Kinder: einen Sohn und eine Tochter.

## Politik
Natascha Kohnen ist seit 2001 Mitglied der SPD und war von 2003 bis 2009 Vorsitzende der SPD in Neubiberg sowie bis 2009 stellvertretende Unterbezirksvorsitzende der SPD München-Land. Auf dem 60. Ordentlichen Landesparteitag der BayernSPD in Weiden wurde sie am 11. Juli 2009 zur Generalsekretärin gewählt. Von 2013 bis 2015 war sie Vorsitzende der SPD München-Land und danach von 2015 bis 2017 Beisitzerin im Bundesvorstand der SPD und von 2017 bis 2019 stellvertretende Bundesvorsitzende unter Schulz, Scholz (kommissarisch) und Nahles. Bei einer Mitgliederbefragung im Vorfeld der Wahl des Landesvorsitzenden der BayernSPD im Frühjahr 2017 war sie, von ihrem Vorgänger Florian Pronold vorgeschlagen, eine von sechs Kandidaten und erreichte 53,8 Prozent der Stimmen. Beim Parteitag am 20. Mai 2017 wurde sie mit 88,3 Prozent der Delegiertenstimmen zur Landesvorsitzenden der SPD in Bayern gewählt. 
Kohnen gehörte von Mai 2002 bis September 2010 dem Gemeinderat von Neubiberg an. Bei der Landtagswahl in Bayern 2008 wurde sie im Wahlkreis Oberbayern gewählt und war seit dem 20. Oktober 2008 Abgeordnete im bayerischen Landtag. Dort gehörte sie in der 18. Legislaturperiode dem Ausschuss für Wohnen, Bau und Verkehr an und war Wohnungspolitische Sprecherin der SPD-Fraktion. Zudem war sie von 2013 bis 2018 Mitglied im Rundfunkrat des BR. Von 2011 bis 2013 war sie auch stellvertretende Fraktionsvorsitzende der SPD im Bayerischen Landtag. Seit 2014 ist Kohnen Mitglied des Kreistags im Landkreis München.
Im November 2017 wurde Kohnen vom Landesvorstand als Spitzenkandidatin für die bayerische Landtagswahl 2018 vorgeschlagen. Am 10. März 2018 wurde sie auf dem 69. Außerordentlichen Landesparteitag Spitzenkandidatin gewählt. Bei der Landtagswahl 2018 erreichte die SPD unter Führung Kohnens mit 9,7 Prozent das zu diesem Zeitpunkt schlechteste Ergebnis bei einer Landtagswahl überhaupt und wurde hinter CSU, Grünen, Freien Wählern und der AfD nur noch fünftstärkste Kraft im Maximilianeum, vor der FDP. Im Stimmkreis München-Land-Süd ging Kohnens persönliches Erststimmenergebnis bei den Wahlen 2018 auf 12,2 % zurück (gegenüber 20,5 % im Jahr 2013).
Wegen des historisch schlechten Wahlergebnisses geriet sie innerparteilich unter Druck. Die frühere Landesvorsitzende und Spitzenkandidatin Renate Schmidt bemängelte Kohnens mangelnde Präsenz im Wahlkampf und legte ihr den Rücktritt nahe. Münchens Alt-Oberbürgermeister und SPD-Spitzenkandidat zur Landtagswahl 2013, Christian Ude, warf Kohnen einen „politikfreien, inhaltsleeren Wahlkampf“ vor und legte ihr ebenfalls den Rücktritt nahe. Rücktrittsforderungen kamen auch aus der Landtagsfraktion, der Bayerischen Landesgruppe im Deutschen Bundestag und von einzelnen Kommunalpolitikern. In Kohnens eigenem Stimmkreis im südlichen Landkreis Münchens wurde ein offener Brief formuliert, Kohnen möge einer Erneuerung an der Parteispitze in Bayern nicht im Wege stehen. Auf dem vorgezogenen Landesparteitag im Januar 2019 wurde Kohnen jedoch mit 79,3 % der Delegiertenstimmen als Landesvorsitzende bestätigt.
Im November 2020 kündigte sie an, 2021 nicht erneut als Landesvorsitzende zu kandidieren, damit mehr Jüngere die Verantwortung an der Spitze übernehmen. Auf einem Online-Parteitag im April 2021 setzten sich als Nachfolger Florian von Brunn und Ronja Endres als Doppelspitze durch. Gleichzeitig kündigte Kohnen an, ihr Landtagsmandat zu behalten, um sich auch weiterhin für ihre Partei und insbesondere für die Themen Wohnungs- und Bodenpolitik einzusetzen. Bei der Landtagswahl 2023 kandidierte sie nicht erneut.